# Bizarro World
Bizarro World ist das fünfte Studioalbum der deutschen Melodic-Death-Metal-Band Deadlock. Es erschien am 25. Februar 2011 über Lifeforce Records und brachte der Band die erste Chartplatzierung.

## Entstehung
Im Frühjahr 2010 begannen die Musiker mit der Vorproduktion des Albums. Neben den neuen Liedern entstand eine Coverversion des Running-Wild-Liedes „When Time Runs Out“ für einen Sampler auf. Die Aufnahmen fanden im Oktober und November 2010 im Slaugher’s Palace-Studio des Gitarristen Sebastian Reichl statt, der auch die Produktion übernahm. Das Schlagzeug wurde im Studio Daily Hero Recordings in Berlin aufgenommen.
Gemischt wurde Bizarro World von Florian Nowak, das Mastering übernahm Alex Kloss. Als Gastmusiker tritt bei dem Lied „Paranoia Extravaganza“ Hubert Zaindl am Klavier auf. Die Digipak-Version des Albums enthält zusätzlich Remixe der Lieder „State of Decay“ und „Virus Jones“ als Bonus. Für das Lied „Virus Jones“ wurde ein Musikvideo gedreht.

## Hintergrund
Der Albumtitel Bizarro World bezieht sich auf die Comicfigur Bizarro. In dessen Welt „Bizarro World“ (oder „Htrae“) ist alles ins Gegenteil verkehrt. In einem Interview erklärte der Bassist John Gahlert, dass es zwischen der Welt der fiktiven Figur Bizarro und der Erde der Gegenwart Parallelen gibt.

„Es geht darum, wie verdreht vieles auf der Welt ist. Die meisten Leute fressen einfach, was ihnen vorgeworfen wird. Würden sie weiter denken, würde so manches Lügengebilde schnell einstürzen. Man nehme nur unser Gesundheitssystem, in dem Leute davon profitieren, dass Menschen krank sind.“

„Virus Jones“ kritisiert die Pharmaindustrie, die Arzneimittel herstellt, die zwar Krankheiten besiegen, aber den Patienten durch die Nebenwirkungen wieder krank machen. „State of Decay“ beschäftigt sich mit den leeren Versprechungen der Politiker. In „Earthlings“ geht es darum, dass viele den Menschen für die Krone der Schöpfung halten. „Renegade“ ruft dazu auf, sein eigenes Schicksal in die Hand zu nehmen, um die Welt zu verändern.

## Rezeption
Bizarro World erhielt unterschiedliche Kritiken von Seiten der Fachpresse.
Rezensent Jens vom Onlinemagazin metal.de gab für das Album die Höchstnote 10, da die Band „den eindrucksvollen Beweis erbracht hat, dass man eine Langrille mit kommerziellem Potential schreiben kann, die sich nicht anbiedert und auch nach weit über fünfzig Durchläufen immer wieder begeistern kann“. Christian Kruse vom deutschen Magazin Metal Hammer beschrieb Bizarro World als ein hochklassiges Album, mit dem Deadlock endgültig nach den Sternen greifen werden.
Unterschiedlich wurde das Album vom deutschen Magazin Rock Hard bewertet. Während Volkmar Weber Bizarro World als ein „anmutiges, nachdenkliches und ambitioniertes Album abseits vom Schubladenschnickschnack“ bezeichnete und acht von zehn Punkten vergab, kritisierte Götz Kühnemund, dass das Album „völlig durchkonzeptioniert und auf "nächstes großes Ding" getrimmt zu sein“, wofür er nur fünf Punkte vergab. Samuel Stelzer vom Onlinemagazin metalnews.de hingegen kritisierte die „ähnlich klingenden, poppigen Refrains“ von Sabine Scherer und stellte fest, dass der Band „der frische Wind, den die Musiker in die Szene brachten, der Gruppe selber fehlen würde“. Stelzer gab 4,5 von sieben Punkte.
Mit Bizarro World schafften Deadlock es zum ersten Mal den Sprung in die Charts. Das Album stieg auf Platz 61 der deutschen Albumcharts ein.